# Föreningen för gift kvinnas äganderätt
Föreningen för gift kvinnas äganderätt var en svensk kvinnorättsförening aktiv mellan 1873 och 1896. Den räknas som Sveriges första kvinnosaksförening.  
Den bildades 1873 av Anna Hierta-Retzius tillsammans med Ellen Anckarsvärd. Föreningens första ordförande var riksdagsledamoten Gustaf Fridolf Almquist.   Föreningen betraktades främst som en borgerlig rörelse, som präglades av de frågor som främst intresserade medel- och överklassen. 
Merparten av deras medlemmar var kvinnor ur medel- och överklassen samt liberala män. Bland dess medlemmar fanns Amanda Kerfstedt, Oscar Stackelberg och Ellen Key, konstnärerna Selma Giöbel och Hanna Winge, lärarna Anna Whitlock, Anna Sundström och Lilly Engström, författarna Alfhild Agrell, Anne Charlotte Leffler, Mathilda Roos, Amanda Kerfstedt, Lotten Dahlgren, Amelie Wikström och Gurli Linder. Vidare matematikprofessorn Sonja Kovalevsky och Nordens första kvinnliga filosofie doktor, historikern Ellen Fries. Dessutom professorsparen Hugo Gyldén och Therese Gyldén, Oscar och Agda Montelius samt Viktor och Susen Rydberg. 
Föreningen bildades för att påverka lagstiftning och opinion och har kallats Sveriges första feministiska organisation. Dess huvudsakliga syfte var att verka för en lagförändring som gav gifta kvinnor rätt att själva bestämma över den egendom de hade förvärvat före eller under äktenskapet, genom arv eller egen förtjänst. Gifta kvinnor var under denna tid under makens förmyndarskap, och föreningen provocerade dåtidens samhälle genom att ifrågasätta husbonderätten inom äktenskapet. Föreningen begränsade sig dock inte till sin huvudfråga utan drev också andra frågor för att reformera lagstiftningen för en större jämlikhet mellan könen. Under 1880-talet förde föreningen en kampanj för att uppmana de kvinnor som hade rätt att delta i stadsfullmäktige att utnyttja sin rösträtt: i lokalvalen 1887 nådde de kvinnliga väljarnas valdeltagande i Stockholm upp i 10–15 procent. 
Föreningens arbete gav resultat, för 1874 kom en lag som gav gifta kvinnor rätt till sin egen arbetsinkomst. År 1884 fick gifta kvinnor även råda över sin egendom och arv. Samma år sänktes myndighetsåldern för ogifta kvinnor från 25 år till 21 år, samma som mäns myndighetsålder.
Föreningen gick 1896 upp i Fredrika-Bremer-Förbundet.